# 普洛加斯泰勒-圣日耳曼
普洛加斯泰勒-圣日耳曼（法語：Plogastel-Saint-Germain，法語發音：[plɔɡastɛl sɛ̃ ʒɛʁmɛ̃]）是法国菲尼斯泰尔省的一个市镇，位于该省南部偏西，属于坎佩尔区。

## 地理
普洛加斯泰勒-圣日耳曼（47°59'1"N, 4°16'17"W）面积31.39 平方千米，位于法国布列塔尼大區菲尼斯泰尔省，该省份为法国最西部的省份，位于布列塔尼半岛西部，北西南三面环大西洋，东临阿摩尔滨海省和莫尔比昂省。
与普洛加斯泰勒-圣日耳曼接壤的市镇（或旧市镇、城区）包括：古尔利宗、朗迪代克、珀姆里特、普洛内斯、普洛内乌尔-朗韦恩、普洛旺、普吕居方、普尔德勒济克。

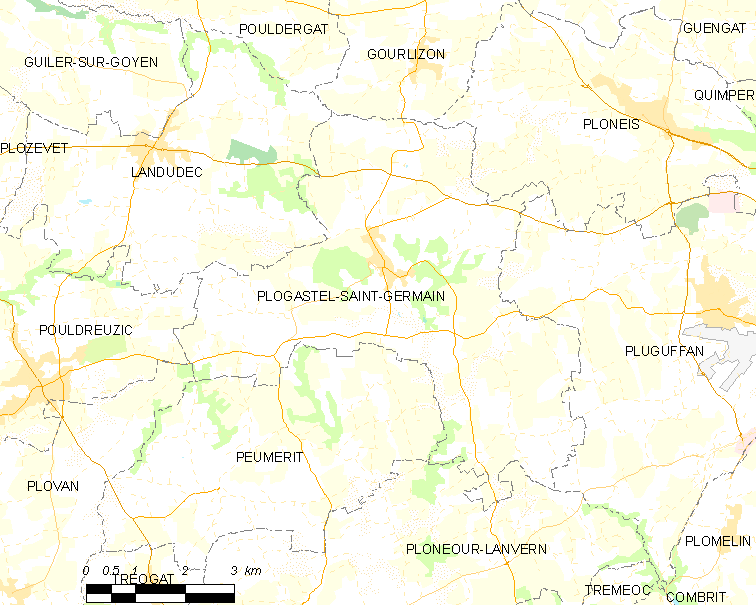
普洛加斯泰勒-圣日耳曼的OSM定位图

普洛加斯泰勒-圣日耳曼的时区为UTC+01:00、UTC+02:00（夏令时）。

## 行政
普洛加斯泰勒-圣日耳曼的邮政编码为29710，INSEE市镇编码为29167。

## 政治
普洛加斯泰勒-圣日耳曼所属的省级选区为普洛内乌尔-朗韦恩县。

## 人口

1962-2008年间普洛加斯泰勒-圣日耳曼人口变化图示

普洛加斯泰勒-圣日耳曼于2022年1月1日时的人口数量为2016人。